# 아보카도
아보카도(영어: avocado, avocado pear, alligator pear)는 페루와 아메리카가 원산지인 과일로 녹나무과에 속하는 식물이다.페루 중남부에서 유래한 나무인 아보카도(Persea America)는 로라과에 속하는 꽃으로 분류된다. 기름질로 이루어진 아보카도는 단일불포화지방산으로 이뤄져 있으며 항산화, 항균성을 가지고 있는데, 아보카도의 기름은 불포화 지방산을 다량 함유하고 있어 심장 질환, 암, 당뇨병의 발병률을 크게 낮춰주는 효과가 있다. 또한 녹황색 채소와 함께 섭취했을 때 베타카로틴의 흡수율을 15.3배 더 높여준다. 또한 잘 익은 아보카도는 과카몰레 같은 요리에도 사용된다.
아보카도는 열대 및 지중해 기후에서 재배되고 있으며, 멕시코는 아보카도의 주요 생산지로, 전 세계의 32%를 공급하고 있다.
아보카도는 품종에 따라 익으면 녹색, 갈색, 보라색 또는 검은색 껍질을 가지며, 배 모양, 계란 모양 또는 구형일 수 있다. 상업적으로, 덜 익은 상태에서 수확하여, 후숙시켜 섭취한다.
비타민과 미네랄이 풍부하며 콜레스테롤을 효과적으로 분해해 각종 성인병과 혈관 질환을 예방할 수 있으며 루테인과 제아젠틴이 풍부해 눈 건강에도 좋다.

## 효능

### 영양소
아보카도는 섬유질, 불포화 지방산, 비타민 C, 비타민 E, 티아민 리보플라빈 및 나이아신아미드), 칼륨(K), 마그네슘(Mg) 및 엽산을 비롯한 여러 영양소가 풍부하다. 정기적으로 섭취하면 전반적인 식단의 질을 향상시키는 데 도움이 될 수 있다.

### 심장
아보카도에는 동맥의 세포 손상을 예방하는 데 도움이 되는 비타민 C를 비롯한 항산화 화합물이 들어 있다는 점도 주목할 가치가 있다. 비타민 C는 강력한 항염증제이며 심장병을 예방하는 것으로 나타났다.
아보카도와 같은 영양이 풍부한 음식을 정기적으로 섭취하면 심장병을 예방하는 데 도움이 될 수 있다. 아보카도는 고밀도 지단백(HDL) 콜레스테롤 생성을 돕고 죽상동맥경화증과 관련된 콜레스테롤의 일종인 산화된 LDL 콜레스테롤을 감소시킬 수 있다. 아보카도에는 혈압 조절에 중요한 칼륨과 마그네슘도 많이 함유되어 있다. 혈압을 건강한 범위로 유지하는 것은 심장병 예방에 매우 중요하다.

### 장
섬유질이 풍부한 아보카도에는 약 14g인 섬유질이 있다.  섬유소는 좋은 박테리아의 성장을 촉진하기 때문에 소화 시스템 건강에 중요하다. 연구에 따르면 과체중 163명을 대상으로 한 연구에서 12주 동안 매일 175g(남성) 또는 140g(여성) 아보카도를 섭취한 사람들은 대조군보다 대변 담즙산 수치가 낮았고 박테리아 다양성이 더 컸다. 과도한 담즙산은 장 염증을 유발하고 결장암과 같은 질병을 촉진하는 박테리아의 발달과 관련이 있다.

### 체중
섬유질이 풍부한 식단은 연구에서 더 나은 체중 유지와 관련이 있다. 일부 연구에 따르면 아보카도는 굶주림 관리에 도움이 되고 체중 감소를 증가시키며 뱃살을 줄이는 데 도움이 될 수 있다.

### 임신
엽산은 성공적인 임신을 위해 필수적이다. 충분한 엽산을 섭취하면 유산 및 신경관 이상 위험을 줄일 수 있다. 불행히도 미국 및 기타 국가의 많은 임산부는 적절한 엽산을 섭취하지 않아 출생 합병증의 위험이 높아질 수 있다. 아보카도 한 개에서 임신 중 권장되는 엽산 섭취량의 27%를 제공한다. 아보카도는 또한 비타민 C, 칼륨, B6과 같은 필수 비타민과 미네랄의 일일 섭취량에 기여할 수 있다. 아보카도의 높은 섬유질 함량은 임신 중에 흔히 나타나는 변비 완화에 도움이 될 수 있다.

## 건강

### 알레르기
어떤 사람들은 아보카도에 알레르기 반응을 보인다. 알레르기에는 두 가지 주요 형태가 있다. 나무 꽃가루 알레르기가 있는 사람은 아보카도를 먹은 직후 입과 목에 국소 증상이 나타난다. 두 번째는 라텍스-과일 증후군으로 알려져 있으며 라텍스 알레르기와 관련이 있으며 증상에는 전신 두드러기, 복통, 구토가 포함되며 때로는 생명을 위협할 수도 있다.

### 동물에 대한 독성
아보카도 잎, 나무껍질, 껍질, 씨 등은 동물에게 유해한 것으로 기록되어 있다. 고양이, 개, 소, 염소, 토끼, 쥐, 기니피그, 새, 물고기, 말 등을 섭취하면 심각한 피해를 입거나 심지어 사망할 수도 있다. 아보카도 열매는 일부 새에게 유독하며, 미국 동물 학대 방지 협회(ASPCA)는 아보카도 열매를 말에게 유독하다고 명시하고 있다.
아보카도 잎에는 독성 지방산 유도체인 페르신(persin)이 함유되어 있는데, 이는 충분한 양으로 말에게 산통을 유발할 수 있으며 수의학적 치료 없이는 사망에 이르게 할 수 있다. 증상에는 위장 자극, 구토, 설사, 호흡곤란, 울혈, 심장 조직 주변의 체액 축적, 심지어 사망까지 포함된다. 새들은 또한 이 독성 화합물에 특히 민감한 것으로 보인다.
미국산 개, 고양이 사료 라인인 아보덤(AvoDerm)은 아보카도 고기로 만든 오일과 가루를 주원료로 사용한다.

## 갤러리

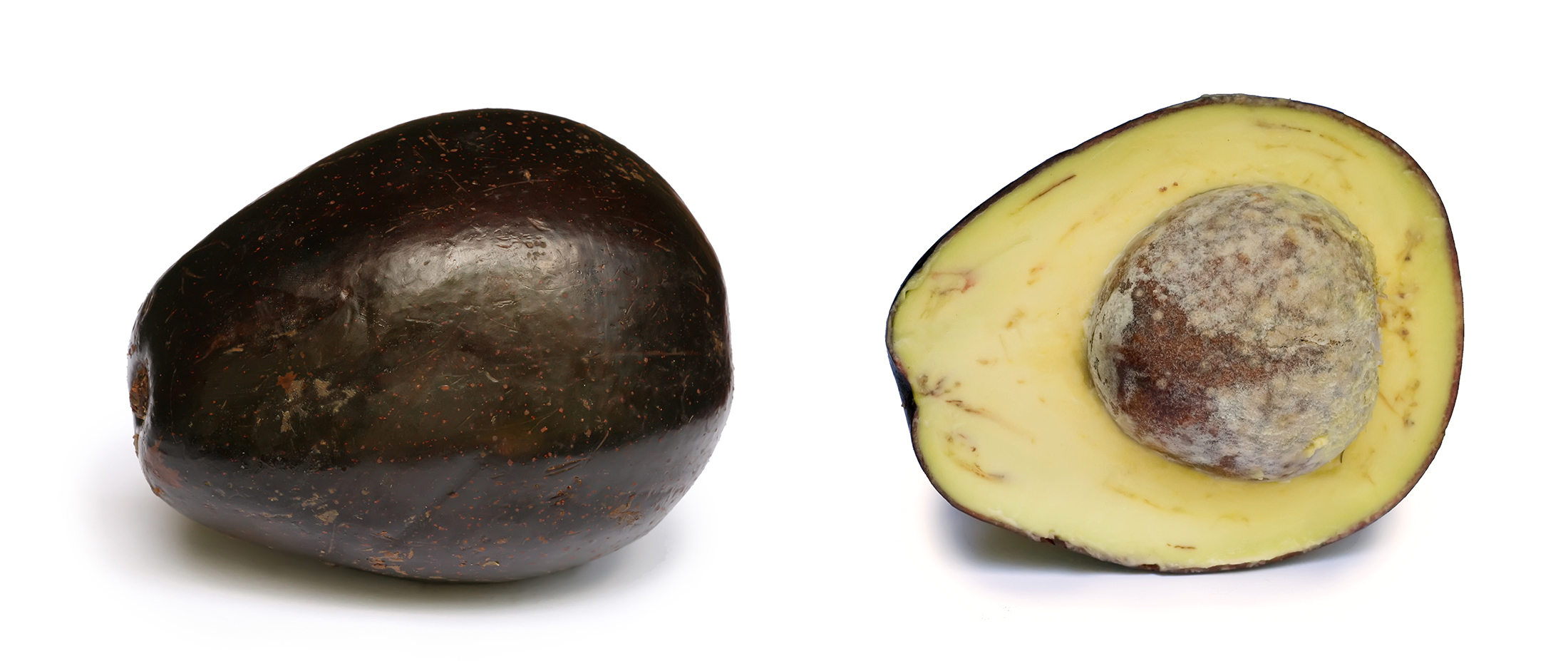
열매
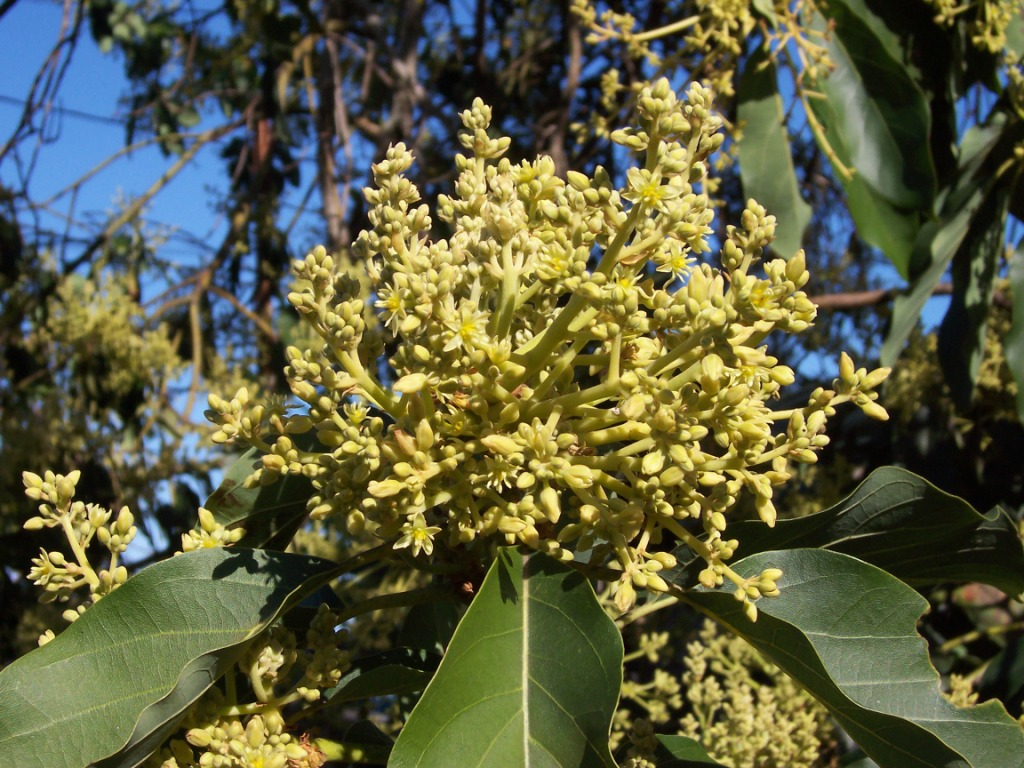
꽃
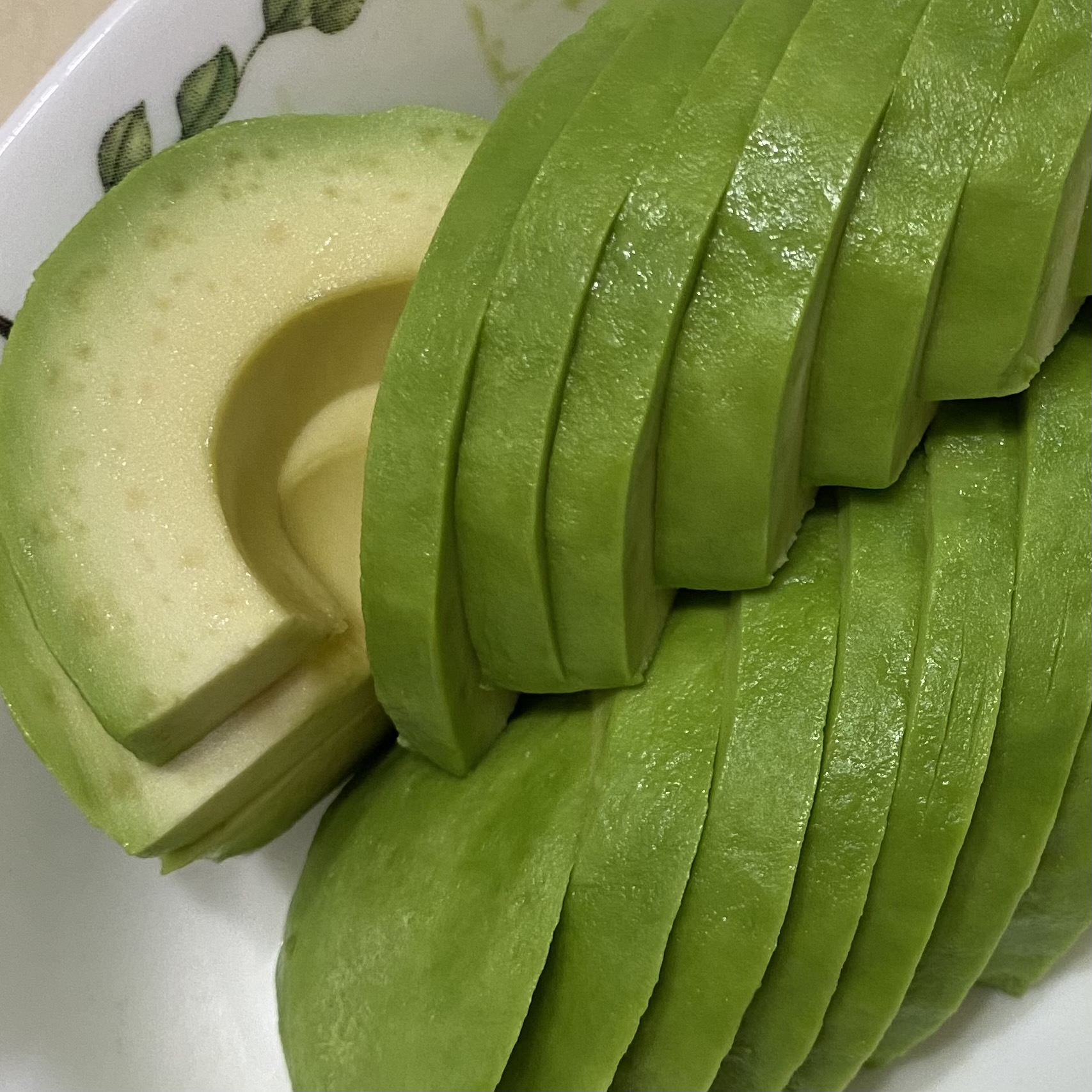
씨를 제거한 과육의 단면

## 같이 보기
- 과카몰레
- 식물번식